# Coatómero

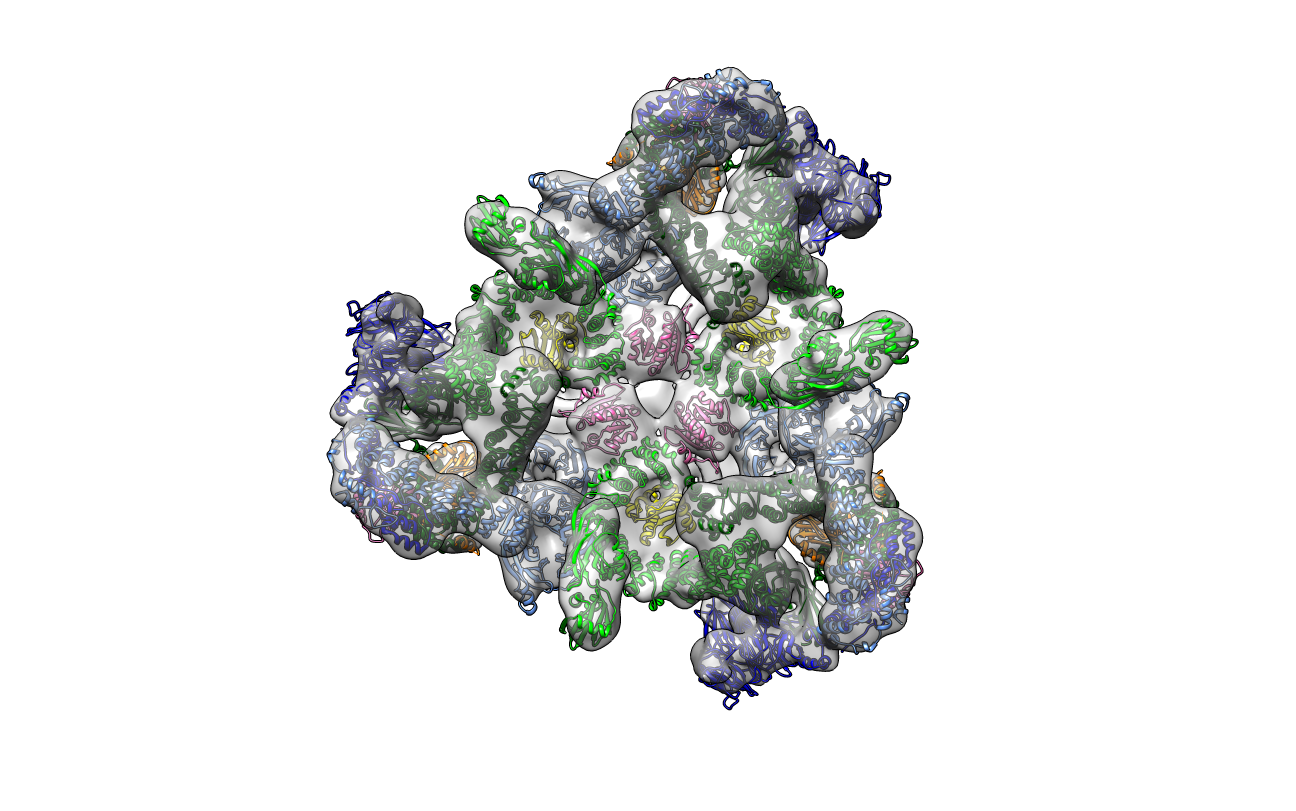
Estructura de la COPI.

Los COP, o coatómeros son complejos proteicos que participan en la formación de las cubiertas de vesículas membranosas en el interior de las células, en el inicio de las vías secretoras. Se trata de un proceso conservado evolutivamente en los eucariotas. Existen dos clases de estas proteínas, cada una implicada en un tipo de transporte diferente: COPI (/cop uno/), que media el transporte retrógrado (desde el trans-Golgi al cis-Golgi y al retículo endoplasmático), y COPII (/cop dos/), que media el transporte anterógrado (desde el retículo endoplasmático al cis-Golgi). Otras proteínas de revestimiento de vesículas, que también participan en este proceso y que tienen funciones parecidas a las de los coatómeros, son las clatrinas, que intervienen cuando el transporte acontece desde el aparato de Golgi a la membrana plasmática. Los coatómeros son funcionalmente análogos y evolutivamente homólogos de las proteínas adaptadoras de la clatrina, también llamadas adaptinas, que regulan la endocitosis desde la membrana plasmática y el transporte desde la red trans-Golgi a los lisosomas.
Las proteínas que van a ser transportadas en las vías retrógrada y anterógrada presentan una secuencia de aminoácidos que determina el lugar de la célula a la que van destinadas, lo que hace que este proceso sea selectivo.
Las proteínas de revestimiento, como las COP, deben actuar solo en las ocasiones en que son necesarias, por lo que debe haber un control del tráfico de membranas nos distintos tipos de transporte. Como GTPasas reclutadoras de revestimiento, que son proteínas monoméricas, controlan la formación de vesículas. En alta concentración en el citoplasma, las moléculas reclutadoras inactivas ligadas a GDP son activadas por GEFs específicos en las membranas internas, que activan las reclutadoras asociándolas con GTP.
La palabra coatómero proviene de la palabra inglesa coat (cubierta, recubrimento, revestimiento) y el sufijo griego meros (parte, porción).

## COPI
La COPI es el complejo proteico de revestimiento responsable de la vía retrógrada, entre el aparato de Golgi y el retículo endoplasmático (RE). Se trata de una ruta de recuperación de moléculas biológicas útiles procedentes del RE, que pueden ser recicladas y reutilizadas por la célula en diversas actividades fisiológicas. Esa vía es importante para evitar un gasto excesivo de energía en la síntesis de nuevas moléculas, promoviendo una mejor viabilidad termodinámica en la homeostasis celular. Procesos como la propia envaginación de vesículas pueden ser reabastecidos por componentes recuperados en esa ruta, como es el caso de los SNAREs.
Para que la vía retrógrada ocurra, es imprescindible que haya una señal que marque las proteínas originarias del retículo endoplasmático, siendo los más comunes secuencias específicas de aminoácidos, conocidas cómo KDEL, KKXX (di-lisina) o KXKXX. Esos marcadores específicos señalizan que la proteína normalmente se encuentra en el RE en estado estacionario y no debe ser dirigida a otros dominios celulares por la región trans del aparato de Golgi, pero sin retornar por las cisternas cis a su lugar de origen. El marcaje de los sustratos que van a ser transportados es, de esa forma, extremadamente importante en la etapa de selección del contenido de las vesículas revestidas de COPI. Como proteínas cargamento retrógradas que llevan una señal de di-lisina se ligan directamente al revestimiento. Las proteínas del lumen del RE que poseen un motivo KDEL, como las chaperonas BiP y PDI, son reconocidas en la región cis-Golgi por un receptor KDEL (codificado lo pones gen ERD2 en lévedos) y son direcionados hacia vesículas COPI.
Estudios hechos en mamíferos encontraron la relevancia de la COPI en otra vía de transporte de vesículas: el transporte intra-Golgi. Esa vía está asociada a la conducción de biomoléculas entre las cisternas del orgánulo, donde pueden ocurrir diversos procesos bioquímicos relacionados con el procesamiento postraduccional, por ejemplo a glicosilación, la escisión de proproteínas y la fosforilación de estructuras. El revestimiento de la COPI fue identificado por primera vez en un ensayo de células libres de mamíferos que reproducían el transporte intra-Golgi. Las vesículas revestidas de COPI derivadas de Golgi se acumulan y pueden ser purificadas por medio de reacciones en las que el transporte es bloqueado con el análogo GTP no hidrolizable, GTP-g -S. La ARF ligada al GTP es una de las proteínas citosólicas necesaria para producir vesículas revestidas de COPI, constituyendo la maquinaria mínima para deformar la bicapa lipídica durante la envaginación de vesículas. La retirada de las vesículas de COPI se inicia cuando la ARF hidroliza su GTP, que libera la ARF y permite la fusión de la vesícula con la membrana diana. De esa forma, se sabe que, en células de mamíferos, el revestimiento de COPI está predominantemente asociado al lado cis del aparato de Golgi (vía retrógrada) y a las estructuras de compartimentos intermediarios, dispersas al largo del citoplasma (transporte intra-Golgi).

## COP II
La COP II es un complejo de proteínas que actúa en la envaginación de vesículas constitutivas de la vía anterógrada, o sea, originadas en el retículo endoplasmático y dirigidas al aparato de Golgi. Esa vía ejerce papel fundamental en las etapas iniciales de las actividades secretoras de la célula. Para iniciar su paso al largo de la vía biosintética-secretora, las proteínas que entran en el RE y que son destinadas al aparato de Golgi o más allá son, primeramente, empaquetadas en pequeñas vesículas de transporte revestidas de COPII. Esas vesículas de transporte brotan de regiones especializadas del RE llamadas sitios de salida, cuyas membranas no poseen ribosomas adheridos.
Ese tipo de revestimiento por COPII fue identificado por primera vez en levaduras, y sus componentes están implicados en la formación de vesículas revestidas por COPII esenciales para la viabilidad celular en ellas. Estudios in vitro identificaron que los componentes citosólicos del revestimiento de la COPII comprenden la pequeña GTPase Sar1p y dos complejos de proteínas heterodímeras, Sec23/24p y Sec13/31p. Recientemente se ha utilizado la microscopía electrónica para visualizar la estructura de las subunidades COPII y la estructura superficial de las vesículas revestidas de COPII. Por ello se sabe que el complejo Sec23/24p se asemeja a un lazo y el complejo Sec13/31p posee una estructura flexible de diámetro de 24/ 30 nm que comprende una estructura globular.

### Regulación del montaje de revestimientos de COP II
Para asegurar que el tráfico de membranas en dirección a un orgánulo y en el sentido contrario sea equilibrado, las proteínas de revestimiento deben estructurarse solamente cuando y donde son necesarias. Por eso, la actividad de GTPasas reclutadoras es fundamental en la regulación del montaje de los revestimientos, tanto de COPII como de COPI. Las GTPasas reclutadoras de revestimiento son miembros de una familia de GTPasas monoméricas. Entre ellas están las proteínas t, responsables del montaje de los revestimientos de COPI y de clatrina a partir de las membranas de Golgi, y la proteína Sar1, la cual es responsable del montaje del revestimiento de COPII en las membranas del RE.
Debido al funcionamiento de esas GTPasas, el surgimiento de la vesícula solo se inicia cuando una proteína transmembrana localizada en el retículo endoplasmático, Sec12p, media en el cambio de GTP/PIB a Sar1p. La Sar1p ligada a GTP entonces se liga firmemente a las membranas del retículo endoplasmático, probablemente incorporando una hélice alfa N-terminal en la bicapa de una manera semejante a la promovida por la ARF1 (la pequeña GTPase que actúa en el tráfico dependiente de COPI). La unión a la membrana de Sar1p-GTP permite el reclutamiento del complejo Sec23/24 y posteriormente del complejo Sec13/31p, que induce la polimerización del revestimiento y la deformación de la membrana para la envaginación de vesículas. Después del brote de la vesícula, el Sec23p actúa como una proteína activadora de GTPase específica para el Sar1p (GAP), ayudando el Sar1p a hidrolizar el GTP, lo que, a su vez, desencadena la liberación de la vesícula. El complejo Sec13/31p, una vez reclutado en la membrana induciendo la curvatura de la membrana, origina el aumento de la actividad de Sar1pGTPase mediada por la acción del Sec23p.
Las GTPasas reclutadoras de revestimiento también ejercen un papel en el desmontaje del revestimiento. La hidrólisis del GTP ligado, que se cambia por GDP, determina que la GTPasa modifique su conformación de modo que su cola hidrófoba se suelte de la membrana, haciendo que el revestimiento de la vesícula se deshaga. Aunque no se sabe qué desencadena el proceso de hidrólisis de GTP, se propuso que las GTPasas trabajan como temporizadores (timers), hidrolizando GTP a una tasa lenta, pero previsible.
Otra proteína esencial para la formación de vesículas COPII está codificada en el gen SEC16. La Sec16p es una proteína hidrófila de 240 kDa que es esencial para la viabilidad de la levadura y su función demostró ser estrictamente necesaria para el implante de vesículas dependientes de la COPII del retículo endoplasmático in vivo. No obstante, el Sec16p está firmemente y periféricamente ligado a las membranas reticulares y, por tanto, no es una de las proteínas citosólicas necesarias para impulsar el brote de la COPII. Interacciona directamente con varios componentes del revestimiento COPII, concretamente Sar1p, Sec23p, Sec24p y Sec31p, organizando uno de los pasos iniciales en el montaje de la COPII.

### La selección de carga en vesículas revestidas por COP II
Originalmente, se creía que todas las proteínas que no estaban unidas al RE entraban en vesículas de transporte. Sin embargo, hoy claro está que el empaquetamiento en vesículas de transporte que dejan el RE normalmente es un proceso selectivo. Muchas proteínas de membrana se reclutan activamente en el interior de tales vesículas, donde se concentran. Se piensa que estas proteínas cargamento presentan señales de salida (transporte) en sus superficies citosólicas que son reconocidos por componentes del revestimiento de COPII; estos componentes del revestimiento actúan como receptores de carga y son reciclados de vuelta hacia el RE después de que entregaron sus cargamentos en el aparato de Golgi. Las proteínas-cargamento solubles en el lumen del RE, al contrario, poseen señales de salida que las fijan en los receptores de carga transmembrana, los cuales, a su vez, se ligan a los componentes del revestimiento de COPII por medio de las señales de salida de sus colas citoplasmáticas. A una tasa mucho más baja, las proteínas sin esas señales también pueden entrar en las vesículas de transporte, de forma que, incluso las proteínas que normalmente actúan en el RE (las llamadas proteínas residentes en el RE), lentamente escapan de él y son entregadas al aparato de Golgi. Algunas proteínas transmembrana que sirven como receptores de carga para empaquetar algunas proteínas de secreción dentro de vesículas revestidas de COPII son lectinas que se unen la oligosacáridos. Una lectina ERGIC53, por ejemplo, se une a la manosa y reconoce este azúcar en dos factores de coagulación segregados (factor V y factor VIII), consecuentemente empaquetando estas proteínas en vesículas de transporte en el RE. El papel de la ERGIC53 en el transporte de proteínas se identificó porque los humanos que tienen deficiencia de esta proteína, debido a una mutación heredada, presentan niveles séricos más bajos de los factores V y VIII y, por tanto, sangran excesivamente.
Además, un mecanismo de "control de calidad" garantiza que solo las proteínas dobladas correctamente puedan salir del retículo endoplasmático. Sin embargo, los procesos por los cuales las proteínas segregadas son separadas de las proteínas que permanecieron en el RE durante la formación de vesículas aun son ampliamente debatidos. Existen bastantes evidencias de que por lo menos un determinado cargamento destinado a la salir del RE es captado selectivamente por interacciones directas con proteínas de la COPII. Las vesículas revestidas por COPII producidas in vitro (a partir de membranas de levadura en presencia de una maquinaria mínima) son capaces de empaquetar un gran conjunto de proteínas de cargamento solubles y transmembrana, incluyendo el precursor del factor de feromonas y los v-SNAREs Bet1p, Buenos1p y Sec22p, que son necesarios para el alineamiento y la fusión de esas vesículas con membranas de Golgi.
La subunidad Sec24p interviene en el reclutamiento de los cargamentos de las vesículas. Los complejos preenvaginación que contienen cargamentos pueden ser aislados de las membranas reticulares después de la adición de Sar1p y Sec23/24p, lo que sugiere que este revestimiento parcial puede reclutar proteínas destinadas a la incorporación en vesículas. Además, el heterodímero Sec23/24p y, en algunos casos, solo el Sec24p, pueden unirse a dominios citoplasmáticos de una variedad de moléculas. Otras evidencias del papel del Sec24p en la selección del cargamento derivan de la observación de que el Lst1p, un homólogo de la Sec24p en el genoma del lévedo, es necesario para efectuar la exportación del RE. Las vesículas generadas con el complejo Sec23/Lst1p que sustituyen Sec23/24p son deficientes en un subconjunto distinto de moléculas, como los v-SNAREs Bet1p, Buenos1p y Sec22p. Así, debido a la ausencia de SNAREs, esas vesículas no pueden fundirse con membranas de Golgi. Al contrario de Sec24p, la Lst1p es incapaz de ligarse a la Bet1p in vitro, lo que sugiere una correlación directa entre la unión del cargamento y el reclutamiento en las vesículas.
De acuerdo con diversas observaciones, la expresión excesiva de Lst1p no puede compensar la pérdida de la función Sec24p. Las células de levadura poseen tres homólogos de Sec24p y los eucariotas expresan por lo menos cuatro isoformas. Se piensa que esta variación en la subunidad Sec24p suministra vesículas COPII con una especificidad más amplia para la selección de moléculas, además de la mayor flexibilidad en el tamaño de la vesícula, lo que probablemente tiene papel importante en la acomodación de una carga voluminosa.
La especificidad de la interacción de cargamento/proteína de revestimiento sugirió la existencia de señales de clasificación en los dominios citoplasmáticos de las proteínas. Dos de esas señales de exportación del RE se identificaron en células de mamíferos. Primero, la di-fenilalanina presente en ERGIC-53, un receptor semejante a la lectina para glicoproteínas, es crucial para la eficiencia en el transporte del RE al aparato de Golgi. En segundo lugar, una señal de diácido Asp-X-Glu (DXE, donde X puede ser cualquier aminoácido) presente en el transporte del RE al aparato de Golgi se identificó en el C-terminal de la glicoproteína del virus de la estomatitis vesicular (VSV-G). En el caso del VSV-G, la señal actuaba en la concentración de esa molécula en las estructuras revestidas de COPII. La señal es funcional tanto en células de mamíferos como en levaduras (por ejemplo, en la proteína transmembrana Sys1p) e interacciona directamente con el complejo Sec23/24p. Las mutaciones en esta señal eliminan la ligazón de las proteínas de la COP II y tienen como resultado la retención en el RE. La carga soluble puede ser incorporada en las vesículas COPII por un "flujo en masa" o a través de interacciones selectivas del revestimiento con receptores de membrana que si unen la este cargamento.

## Mal funcionamiento de las proteínas COP
El mal funcionamiento de las proteínas COPII está asociado la múltiples dolencias hematológicas y no hematológicas. La anemia diseritropoética congénita de tipo II, una rara dolencia genética que afecta al desarrollo de los eritrocitos generando diversas complicaciones clínicas consecuencia del cuadro anémico, es causada por mutaciones en el gen sec23b. La dolencia de retención de los quilomicrones, una rara enfermedad congénita que causa hipocolesterolemia, retraso del crecimiento, complicaciones hepáticas, neurológicas y oftalmológicas, es causada por una mutación en el gen SAR1B. Tanto el gen sec23b como el gen SAR1B codifican péptidos esenciales para el correcto funcionamiento de las proteínas COPII en el transporte anterógrado entre el retículo endoplasmático y el aparato de Golgi.
El tráfico intracelular es esencial para el transporte de moléculas, vesículas y orgánulos hacia sus destinos correctos para que la célula mantenga su homeostasis. El mal funcionamiento del tráfico intracelular está asociado las diversas dolencias neurológicas y no neurológicas. Las mutaciones en el gen ARCN1 que codifica la subunidad sigma de la proteína COPI es asociada a la degeneración de las células de Purkinje y hipopigmentación.